# Tornei di tennis femminili nel 1935
Prima della nascita del WTA Tour, ossia l'apertura alle tenniste professioniste dei tornei che prima di quell'anno erano riservati alle tenniste dilettanti, tutti gli eventi più importanti erano amatoriali, tra questi c'erano i tornei del Grande Slam: gli Australian Championships, gli Internazionali di Francia, il Torneo di Wimbledon e gli U.S. National Championships.

## Gennaio
| Settimana  | Torneo                                                                           | Vincitore                                                 | Finalista                            | Semifinalisti | Eliminati ai quarti |
| ---------- | -------------------------------------------------------------------------------- | --------------------------------------------------------- | ------------------------------------ | ------------- | ------------------- |
| 12 gennaio | Australian Championships 1935 Melbourne, Australia Erba Singolare - Doppio       | Dorothy Round 1-6, 6-1, 6-3                               | Nancy Lyle                           |               |                     |
| 12 gennaio | Australian Championships 1935 Melbourne, Australia Erba Singolare - Doppio       | Evelyn Dearman Nancy Lyle 6-3, 6-4                        | Louise Bickerton Nell Hopman         |               |                     |
| 13 gennaio | Monegasque Championships 1935 Monte Carlo, Monte Carlo Singolare - Doppio        | Simonne Mathieu 6-0 6-2                                   | Paulette de Saint-Ferreoll           |               |                     |
| 13 gennaio | Monegasque Championships 1935 Monte Carlo, Monte Carlo Singolare - Doppio        |                                                           |                                      |               |                     |
| 13 gennaio | Monegasque Championships 1935 Monte Carlo, Monte Carlo Singolare - Doppio        | Doppio misto: Vladimir Landau Simonne Mathieu 6-3 6-3     | Andre d'Adhemar Edith Belliard       |               |                     |
| 21 gennaio | German Covered Court Championships 1935 Brema, Germania Singolare - Doppio       | Hilde Sperling 6-4 6-1                                    | Lolette Payot                        |               |                     |
| 21 gennaio | German Covered Court Championships 1935 Brema, Germania Singolare - Doppio       | Marie Horn Hilde Sperling 6-3 6-2                         | Frl Fehlmann Lolette Payot           |               |                     |
| 21 gennaio | German Covered Court Championships 1935 Brema, Germania Singolare - Doppio       | Doppio misto: Marcel Bernard Hilde Sperling 6-4 6-2       | Antoine Gentien Lolette Payot        |               |                     |
| 21 gennaio | Provencal Club Championships 1935 Cap d'Antibes, Francia Singolare - Doppio      | Simonne Mathieu 6-1 6-3                                   | Cosette Saint-Omer-Roy               |               |                     |
| 21 gennaio | Provencal Club Championships 1935 Cap d'Antibes, Francia Singolare - Doppio      | Simonne Mathieu Phyllis Satterthwaite                     | Cosette Saint-Omer-Roy Alice Weivers |               |                     |
| 21 gennaio | Provencal Club Championships 1935 Cap d'Antibes, Francia Singolare - Doppio      | Doppio misto: Vladimir Landau Simonne Mathieu 7-5 3-6 7-5 | Andre Jacquemet Muriel Thomas        |               |                     |
| 28 gennaio | Gallia Club Championships 1935 Cannes, Francia Singolare - Doppio                | Simonne Mathieu 6-3 8-6                                   | Muriel Thomas                        |               |                     |
| 28 gennaio | Gallia Club Championships 1935 Cannes, Francia Singolare - Doppio                | Simonne Mathieu Muriel Thomas 2-2 ritiro                  | Cosette Saint-Omer-Roy Alice Weivers |               |                     |
| 28 gennaio | Gallia Club Championships 1935 Cannes, Francia Singolare - Doppio                | Doppio misto: Antoine Gentien Simonne Mathieu 6-2 6-0     | Henry Culley Muriel Thomas           |               |                     |
| 28 gennaio | Danish Covered Court Championships 1935 Copenaghen, Danimarca Singolare - Doppio | Hilde Sperling 6-4 6-3                                    | Marie Horn                           |               |                     |
| 28 gennaio | Danish Covered Court Championships 1935 Copenaghen, Danimarca Singolare - Doppio | Marie Horn Hilde Sperling 6-3 6-1                         | Mlle Rogberg Mme Thomasson           |               |                     |
| 28 gennaio | Danish Covered Court Championships 1935 Copenaghen, Danimarca Singolare - Doppio | Doppio misto: Marcel Bernard Hilde Sperling 4-6 6-16-4    | Jean Lesueur Marie Horn              |               |                     |
| 29 gennaio | New Zealand Championships 1935 , Nuova Zelanda Singolare - Doppio                | Dulcie Nicholls 6-4 6-3                                   | Marjorie McFarlane                   |               |                     |
| 29 gennaio | New Zealand Championships 1935 , Nuova Zelanda Singolare - Doppio                | Dulcie Nicholls Nessie Beverly 6-2 6-4                    | Mrs W. Melody Shirley Whittaker      |               |                     |
| 29 gennaio | New Zealand Championships 1935 , Nuova Zelanda Singolare - Doppio                | Doppio misto: Fred Perry Shirley Whittaker 6-0, 5-7, 6-0  | N.G. Stuart Marjorie McFarlane       |               |                     |

## Febbraio
| Settimana   | Torneo                                                                        | Vincitore                                                 | Finalista                         | Semifinalisti | Eliminati ai quarti |
| ----------- | ----------------------------------------------------------------------------- | --------------------------------------------------------- | --------------------------------- | ------------- | ------------------- |
| 3 febbraio  | Carlton Club Championships 1935 Cannes, Francia Singolare - Doppio            | Simonne Mathieu                                           | Muriel Thomas                     |               |                     |
| 3 febbraio  | Carlton Club Championships 1935 Cannes, Francia Singolare - Doppio            |                                                           |                                   |               |                     |
| 10 febbraio | French Covered Court Championships 1935 Parigi, Francia Singolare - Doppio    | Lolette Payot 1-6 6-3 6-4                                 | Ida Adamoff                       |               |                     |
| 10 febbraio | French Covered Court Championships 1935 Parigi, Francia Singolare - Doppio    | Ida Adamoff Nelly Adamson 6-2, 6-3                        | Simone Barbier Lolette Payot      |               |                     |
| 10 febbraio | French Covered Court Championships 1935 Parigi, Francia Singolare - Doppio    | Doppio misto: Marcel Bernard Lolette Payot 2-6 6-2 6-4    | Jean Borotra Colette Rosambert    |               |                     |
| 11 febbraio | South of France Championships 1935 Nizza, Francia Singolare - Doppio          | Simonne Mathieu 10-12 7-5 6-3                             | Edith Belliard                    |               |                     |
| 11 febbraio | South of France Championships 1935 Nizza, Francia Singolare - Doppio          | Phyllis Satterthwaite Billie Yorke 6-0 8-10 6-4           | Simonne Mathieu Muriel Thomas     |               |                     |
| 11 febbraio | South of France Championships 1935 Nizza, Francia Singolare - Doppio          | Doppio misto: Jean Lesueur Gabriele Szapary 6-3 6-2       | Wilmer Hines Simonne Mathieu      |               |                     |
| 18 febbraio | Torneo di Beaulieu 1935 Beaulieu-sur-Mer, Francia Singolare - Doppio          | Simonne Mathieu 6-4 6-2                                   | Billie Yorke                      |               |                     |
| 18 febbraio | Torneo di Beaulieu 1935 Beaulieu-sur-Mer, Francia Singolare - Doppio          | Simonne Mathieu Muriel Thomas walkover                    | Lucia Valerio Billie Yorke        |               |                     |
| 18 febbraio | Torneo di Beaulieu 1935 Beaulieu-sur-Mer, Francia Singolare - Doppio          | Doppio misto: Gottfried von Cramm Muriel Thomas 6-1 6-4   | Wilmer Hines Simonne Mathieu      |               |                     |
| 18 febbraio | US Indoors 1935 New York, USA Singolare - Doppio                              | Jane Sharp 11-9 6-1                                       | Helen Rihbany                     |               |                     |
| 18 febbraio | US Indoors 1935 New York, USA Singolare - Doppio                              | Dorothy Andrus Sylvie Henrotin 7-5 6-4                    | Jane Sharp Norma Taubele Barber   |               |                     |
| 23 febbraio | Bermuda International Championships 1935 Hamilton, Bermuda Singolare - Doppio | Sylvie Henrotin wakover                                   | Dorothy Andrus                    |               |                     |
| 23 febbraio | Bermuda International Championships 1935 Hamilton, Bermuda Singolare - Doppio | Dorothy Burke Sylvia Henrotin 2-6 6-3 6-4                 | Jane Sharp Marjorie van Ryn       |               |                     |
| 23 febbraio | Bermuda International Championships 1935 Hamilton, Bermuda Singolare - Doppio | Doppio misto: John McDiarmid Marjorie van Ryn 6-8 6-4 8-6 | Eugene McCauliff Sylvia Henrotin  |               |                     |
| 25 febbraio | Monte Carlo Cup 1935 Monte Carlo, Monte Carlo Singolare - Doppio              | Simonne Mathieu 6-2 6-4                                   | Lucia Valerio                     |               |                     |
| 25 febbraio | Monte Carlo Cup 1935 Monte Carlo, Monte Carlo Singolare - Doppio              | Simonne Mathieu Muriel Thomas 7-5 6-4                     | Susan Noel Billie Yorke           |               |                     |
| 25 febbraio | Monte Carlo Cup 1935 Monte Carlo, Monte Carlo Singolare - Doppio              | Doppio misto: Bunny Austin Billie Yorke 6-4 3-6 6-4       | Christian Boussus Simonne Mathieu |               |                     |

## Marzo
| Settimana | Torneo                                                                        | Vincitore                                                | Finalista                    | Semifinalisti | Eliminati ai quarti |
| --------- | ----------------------------------------------------------------------------- | -------------------------------------------------------- | ---------------------------- | ------------- | ------------------- |
| 5 marzo   | Riviera Championships 1935 Mentone, Francia Singolare - Doppio                | Simonne Mathieu 6-2 6-1                                  | Edith Belliard               |               |                     |
| 5 marzo   | Riviera Championships 1935 Mentone, Francia Singolare - Doppio                | Edith Belliard Simonne Mathieu 6-1 7-5                   | Susan Noel Gabriele Szapary  |               |                     |
| 5 marzo   | Riviera Championships 1935 Mentone, Francia Singolare - Doppio                | Doppio misto: Wilmer Hines Simonne Mathieu 6-3 6-3       | Jean Lesueur Susan Noel      |               |                     |
| 11 marzo  | Côte d'Azur Championships 1935 Cannes, Francia Singolare - Doppio             | Simonne Mathieu 6-1 2-6 6-0                              | Kay Stammers Menzies         |               |                     |
| 11 marzo  | Côte d'Azur Championships 1935 Cannes, Francia Singolare - Doppio             | Simonne Mathieu Kay Stammers Menzies 6-2 6-1             | Greta Deutsch Alice Weivers  |               |                     |
| 11 marzo  | Côte d'Azur Championships 1935 Cannes, Francia Singolare - Doppio             | Doppio misto: Simonne Mathieu Toto Brugnon 6-1 6-2       | Kay Stammers Franz Matejka   |               |                     |
| 11 marzo  | Italian Riviera Championships 1935 San Remo, Italia Singolare - Doppio        | Cilly Aussem 8-6 6-3                                     | Lucia Valerio                |               |                     |
| 11 marzo  | Italian Riviera Championships 1935 San Remo, Italia Singolare - Doppio        | Muriel Thomas Lucia Valerio 6-1 6-3                      | Cilly Aussem Edith Belliard  |               |                     |
| 11 marzo  | Italian Riviera Championships 1935 San Remo, Italia Singolare - Doppio        | Doppio misto: Muriel Thomas Jean Lesueur 6-4 6-4         | Lucia Valerio Wilmer Hines   |               |                     |
| 16 marzo  | South African Championships 1935 Johannesburg, Sudafrica Singolare - Doppio   | Audrey Allister 6-4 6-3                                  | Billie Tapscott              |               |                     |
| 16 marzo  | South African Championships 1935 Johannesburg, Sudafrica Singolare - Doppio   | Audrey Allister Dulcie Kitson 6-3 6-3                    | Winifred Lowe Billie Robbins |               |                     |
| 16 marzo  | South African Championships 1935 Johannesburg, Sudafrica Singolare - Doppio   | Doppio misto: Winifred Lowe Frederick Lowe 6-3 6-3       | Miss Rodd John Hendrie       |               |                     |
| 17 marzo  | Cairo Championships 1935 Il Cairo, Egitto Singolare - Doppio                  | Helen Jacobs 6-1 6-2                                     | Lisl Herbst                  |               |                     |
| 17 marzo  | Cairo Championships 1935 Il Cairo, Egitto Singolare - Doppio                  | Helen Jacobs Elizabeth Ryan 6-3 6-4                      | Evelyn Dearman Nancy Lyle    |               |                     |
| 17 marzo  | Cairo Championships 1935 Il Cairo, Egitto Singolare - Doppio                  | Doppio misto: Andre Martin-Legeay Evelyn Dearman 6-4 6-4 | Roland Journu Elizabeth Ryan |               |                     |
| 18 marzo  | Torneo di Bordighera 1935 Bordighera, Italia Singolare - Doppio               | Simonne Mathieu 6-3 6-2                                  | Cilly Aussem                 |               |                     |
| 18 marzo  | Torneo di Bordighera 1935 Bordighera, Italia Singolare - Doppio               | Simonne Mathieu Muriel Thomas 6-3 6-3                    | Edith Belliard Susan Noel    |               |                     |
| 25 marzo  | Cannes Championships 1935 Beau Site, Francia Singolare - Doppio               | Simonne Mathieu 6-3 6-3                                  | Kay Stammers Menzies         |               |                     |
| 25 marzo  | Cannes Championships 1935 Beau Site, Francia Singolare - Doppio               | Simonne Mathieu Kay Stammers 6-1 7-5                     | Jacqueline Goldschmidt       |               |                     |
| 25 marzo  | Cannes Championships 1935 Beau Site, Francia Singolare - Doppio               | Doppio misto: Edmond Lotan Simonne Mathieu 6-3 8-6       | Franz Matejka Kay Stammers   |               |                     |
| 29 marzo  | New England Womens Indoor 1935 Longwood, USA Singolare - Doppio               | Kay Winthrop 10-8 7-5                                    | Dorrance Chase               |               |                     |
| 29 marzo  | New England Womens Indoor 1935 Longwood, USA Singolare - Doppio               |                                                          |                              |               |                     |
| 30 marzo  | Egyptian International Championships 1935 Il Cairo, Egitto Singolare - Doppio | Helen Jacobs 6-2 6-0                                     | Evelyn Dearman               |               |                     |
| 30 marzo  | Egyptian International Championships 1935 Il Cairo, Egitto Singolare - Doppio | Evelyn Dearman Nancy Lyle 6-4 6-0                        | Helen Jacobs Elizabeth Ryan  |               |                     |
| 30 marzo  | Egyptian International Championships 1935 Il Cairo, Egitto Singolare - Doppio | Doppio misto: Andre Martin-Legeay Evelyn Dearman 6-4 6-3 | Roland Journu Joan Ingram    |               |                     |

## Aprile
| Settimana | Torneo                                                                                  | Vincitore                                                   | Finalista                         | Semifinalisti | Eliminati ai quarti |
| --------- | --------------------------------------------------------------------------------------- | ----------------------------------------------------------- | --------------------------------- | ------------- | ------------------- |
| aprile    | Ojai Valley Championships 1935 Ojai, USA Singolare - Doppio                             | Dorothy Bundy Cheney                                        |                                   |               |                     |
| aprile    | Ojai Valley Championships 1935 Ojai, USA Singolare - Doppio                             |                                                             |                                   |               |                     |
| 1º aprile | River Oaks International Tennis Tournament 1935 Houston, USA Singolare - Doppio         | Jane Sharp                                                  | Eunice Dean                       |               |                     |
| 1º aprile | River Oaks International Tennis Tournament 1935 Houston, USA Singolare - Doppio         |                                                             |                                   |               |                     |
| 1º aprile | Nice Lawn Tennis Club Championships 1935 Nizza, Francia Singolare - Doppio              | Simonne Mathieu 6-2 6-2                                     | Edith Belliard                    |               |                     |
| 1º aprile | Nice Lawn Tennis Club Championships 1935 Nizza, Francia Singolare - Doppio              | Simonne Mathieu Muriel Thomas 6-2 4-6 8-6                   | Jacqueline Goldschmidt Susan Noel |               |                     |
| 1º aprile | Nice Lawn Tennis Club Championships 1935 Nizza, Francia Singolare - Doppio              | Doppio misto: Simonne Mathieu Edmond Lotan 6-0 4-6 6-4      | Helge Plougmann Edith Belliard    |               |                     |
| 8 aprile  | Provencal Club Championships 2 1935 Cap d'Antibes, Francia Singolare - Doppio           | Simonne Mathieu 6-3 6-3                                     | Jacqueline Goldschmidt            |               |                     |
| 8 aprile  | Provencal Club Championships 2 1935 Cap d'Antibes, Francia Singolare - Doppio           |                                                             |                                   |               |                     |
| 8 aprile  | Provencal Club Championships 2 1935 Cap d'Antibes, Francia Singolare - Doppio           | Doppio misto: Vladimir Landau Simonne Mathieu 3-6 8-6 6-3   | Edmond Lotan Mlle Lermitte        |               |                     |
| 13 aprile | Surrey Hard Court Championships 1935 Roehampton, Gran Bretagna Singolare - Doppio       | Eileen Bennett                                              | Elsie Goldsack                    |               |                     |
| 13 aprile | Surrey Hard Court Championships 1935 Roehampton, Gran Bretagna Singolare - Doppio       | Mrs Howard Elsie Pittman 6-2 6-3                            | H. Burr Yvonne Law                |               |                     |
| 13 aprile | Surrey Hard Court Championships 1935 Roehampton, Gran Bretagna Singolare - Doppio       | Doppio misto: Charles Aeschlimann Patsy O'Connell           | Patrick Spence Helen Dyson        |               |                     |
| 15 aprile | Cannes Lawn Tennis Club Championships 1935 Cannes, Francia Singolare - Doppio           | Simonne Mathieu 6-4 6-2                                     | Paula von Stuck                   |               |                     |
| 15 aprile | Cannes Lawn Tennis Club Championships 1935 Cannes, Francia Singolare - Doppio           |                                                             |                                   |               |                     |
| 15 aprile | Cannes Lawn Tennis Club Championships 1935 Cannes, Francia Singolare - Doppio           | Doppio misto: Edmond Lotan Simonne Mathieu 6-3 6-3          | George Godsell Alice Weivers      |               |                     |
| 18 aprile | Melbury Hard Court Championships 1935 Melbury, Gran Bretagna Singolare - Doppio         | Dorothy Round 8-6 6-0                                       | Kay Stammers Menzies              |               |                     |
| 18 aprile | Melbury Hard Court Championships 1935 Melbury, Gran Bretagna Singolare - Doppio         | Freda James Kay Stammers 6-0 6-2                            | Mary Heeley Dorothy Round         |               |                     |
| 18 aprile | Melbury Hard Court Championships 1935 Melbury, Gran Bretagna Singolare - Doppio         | Doppio misto: Camille Malfroy Mary Heeley 2-6 6-2 6-2       | Frank Wilde Kay Stammers          |               |                     |
| 19 aprile | Tally Ho! 1935 Birmingham, Gran Bretagna Singolare - Doppio                             | Anita Lizana 6-3 6-1                                        | Mary Whitmarsh                    |               |                     |
| 19 aprile | Tally Ho! 1935 Birmingham, Gran Bretagna Singolare - Doppio                             |                                                             |                                   |               |                     |
| 19 aprile | Scarborough Hard Court Championships 1935 Scarborough, Gran Bretagna Singolare - Doppio | Joan Hartigan 6-2 6-2                                       | R.J.M. Smith                      |               |                     |
| 19 aprile | Scarborough Hard Court Championships 1935 Scarborough, Gran Bretagna Singolare - Doppio |                                                             |                                   |               |                     |
| 22 aprile | Monte Carlo Championships 1935 Monte Carlo, Monte Carlo Singolare - Doppio              | Simonne Mathieu 6-4 6-1                                     | Lilí de Álvarez                   |               |                     |
| 22 aprile | Monte Carlo Championships 1935 Monte Carlo, Monte Carlo Singolare - Doppio              |                                                             |                                   |               |                     |
| 24 aprile | Internazionali d'Italia 1935 Roma, Italia Singolare - Doppio                            | Hilde Sperling 6-4 6-1                                      | Lucia Valerio                     |               |                     |
| 24 aprile | Internazionali d'Italia 1935 Roma, Italia Singolare - Doppio                            | Evelyn Dearman Nancy Lyle 6-2 6-4                           | Cilly Aussem Elizabeth Ryan       |               |                     |
| 24 aprile | Internazionali d'Italia 1935 Roma, Italia Singolare - Doppio                            | Doppio misto: Harry Hopman Jadwiga Jędrzejowska 6-3 1-6 6-3 | Pat Hughes Evelyn Dearman         |               |                     |

## Maggio
| Settimana | Torneo                                                                                | Vincitore                                                  | Finalista                             | Semifinalisti | Eliminati ai quarti |
| --------- | ------------------------------------------------------------------------------------- | ---------------------------------------------------------- | ------------------------------------- | ------------- | ------------------- |
| 1º maggio | Eastern Mediterranean Championships 1935 Atene, Grecia Singolare - Doppio             | Lucia Valerio 6-3 6-3                                      | Rosl Kraus                            |               |                     |
| 1º maggio | Eastern Mediterranean Championships 1935 Atene, Grecia Singolare - Doppio             |                                                            |                                       |               |                     |
| 4 maggio  | British Hard Court Championships 1935 Bournemouth, Gran Bretagna Singolare - Doppio   | Kay Stammers Menzies 6-2 6-2                               | Margaret Scriven                      |               |                     |
| 4 maggio  | British Hard Court Championships 1935 Bournemouth, Gran Bretagna Singolare - Doppio   | Elise Pittman Billie Yorke walkover                        | Evelyn Dearman Nancy Lyle             |               |                     |
| 4 maggio  | British Hard Court Championships 1935 Bournemouth, Gran Bretagna Singolare - Doppio   | Doppio misto: Charles Tuckey Peggy Scriven walkover        | Daniel Prenn Evelyn Dearman           |               |                     |
| 6 maggio  | Hurlingham Hard Court Championships 1935 Hurlingham, Gran Bretagna Singolare - Doppio | Anita Lizana 6-3 7-5                                       | Joan Strawson                         |               |                     |
| 6 maggio  | Hurlingham Hard Court Championships 1935 Hurlingham, Gran Bretagna Singolare - Doppio | Susan Noel Elsie Pittman 4-6 6-3 6-0                       | Ermyntrude Harvey Mrs Marriott        |               |                     |
| 6 maggio  | Hurlingham Hard Court Championships 1935 Hurlingham, Gran Bretagna Singolare - Doppio | Doppio misto: David Williams Ermyntrude Harvey 1-6 6-3 6-3 | Patrick Spence Anita Lizana           |               |                     |
| 8 maggio  | Harrogate Hard Court Championships 1935 Harrogate, Gran Bretagna Singolare - Doppio   | Joan Ridley 6-2 6-3                                        | Joan Hartigan                         |               |                     |
| 8 maggio  | Harrogate Hard Court Championships 1935 Harrogate, Gran Bretagna Singolare - Doppio   |                                                            |                                       |               |                     |
| 12 maggio | Austrian International Championships 1935 Vienna, Austria Singolare - Doppio          | Jadwiga Jędrzejowska 6-3 6-0                               | Lisl Herbst                           |               |                     |
| 12 maggio | Austrian International Championships 1935 Vienna, Austria Singolare - Doppio          | Frau Deutsch Jadwiga Jędrzejowska                          |                                       |               |                     |
| 12 maggio | Austrian International Championships 1935 Vienna, Austria Singolare - Doppio          | Doppio misto: Michel Haberl Trude Wolf 6-3 6-1             | Alberto Del Bono Jadwiga Jędrzejowska |               |                     |
| 13 maggio | West of Scotland Championships 1935 Glasgow, Gran Bretagna Singolare - Doppio         | Joan Hartigan 6-3 4-6 6-4                                  | W.A. Mason                            |               |                     |
| 13 maggio | West of Scotland Championships 1935 Glasgow, Gran Bretagna Singolare - Doppio         |                                                            |                                       |               |                     |
| 20 maggio | Surrey Championships 1935 Surbiton, Gran Bretagna Singolare - Doppio                  | Joan Hartigan 6-4 6-3                                      | Phyllis Mudford                       |               |                     |
| 20 maggio | Surrey Championships 1935 Surbiton, Gran Bretagna Singolare - Doppio                  | Ermyntrude Harvey Joan Ingram 4-6 6-3 6-2                  | Susan Noel Elsie Pittman              |               |                     |
| 20 maggio | Surrey Championships 1935 Surbiton, Gran Bretagna Singolare - Doppio                  | Doppio misto: Richard Ritchie Ermyntrude Harvey 6-4 7-5    | Eskel Andrews Joan Ridley             |               |                     |
| 27 maggio | Worchestershire Championships 1935 Malvern, Gran Bretagna Singolare - Doppio          | Dorothy Round 6-2 6-2                                      | Madge Slaney                          |               |                     |
| 27 maggio | Worchestershire Championships 1935 Malvern, Gran Bretagna Singolare - Doppio          | Mrs Marriott Madge Slaney 8-6 6-3                          | Mrs A. Bligh Joan Marquis             |               |                     |
| 27 maggio | Worchestershire Championships 1935 Malvern, Gran Bretagna Singolare - Doppio          | Doppio misto: Dorothy Round Brian Sturgeo                  | Freda James Donald Butler             |               |                     |

## Giugno
| Settimana | Torneo                                                                            | Vincitore                                                  | Finalista                           | Semifinalisti | Eliminati ai quarti |
| --------- | --------------------------------------------------------------------------------- | ---------------------------------------------------------- | ----------------------------------- | ------------- | ------------------- |
| giugno    | California State Championships 1935 Berkeley, USA Singolare - Doppio              | Alice Marble                                               | Margaret Osborne                    |               |                     |
| giugno    | California State Championships 1935 Berkeley, USA Singolare - Doppio              |                                                            |                                     |               |                     |
| giugno    | Philippine National Championships 1935 Manila, Filippine Singolare - Doppio       | Minda Ochoa 6-3 3-6 6-4                                    | Elisa Ochoa                         |               |                     |
| giugno    | Philippine National Championships 1935 Manila, Filippine Singolare - Doppio       |                                                            |                                     |               |                     |
| giugno    | Southern California Championships 1935 Los Angeles, USA Singolare - Doppio        | Ethel Burkhardt Arnold                                     | Carolin Babcock                     |               |                     |
| giugno    | Southern California Championships 1935 Los Angeles, USA Singolare - Doppio        |                                                            |                                     |               |                     |
| 3 giugno  | West of England Championships 1935 Bristol, Gran Bretagna Erba Singolare - Doppio | Gethyn Harry 6-4 4-6 6-3                                   | Mona Riddell                        |               |                     |
| 3 giugno  | West of England Championships 1935 Bristol, Gran Bretagna Erba Singolare - Doppio |                                                            |                                     |               |                     |
| 3 giugno  | Torneo di Saint George's Hill 1935 Weybridge, Gran Bretagna Singolare - Doppio    | Helen Wills 6-0 6-4                                        | Elsie Goldsack                      |               |                     |
| 3 giugno  | Torneo di Saint George's Hill 1935 Weybridge, Gran Bretagna Singolare - Doppio    | Elsie Pittman Billie Yorke titolo condiviso                | Joan Ridley Dorothy Shepherd-Barron |               |                     |
| 3 giugno  | Torneo di Saint George's Hill 1935 Weybridge, Gran Bretagna Singolare - Doppio    | Doppio misto: Billie Yorke Jack Lysacht 6-4 7-5            | M Hobson Henry Billington           |               |                     |
| 10 giugno | Belgium International Championships 1935 Bruxelles, Belgio Singolare - Doppio     | Hilde Sperling                                             | Simonne Mathieu                     |               |                     |
| 10 giugno | Belgium International Championships 1935 Bruxelles, Belgio Singolare - Doppio     |                                                            |                                     |               |                     |
| 11 giugno | Internazionali di Francia 1935 Parigi, Francia Terra rossa Singolare - Doppio     | Hilde Sperling 6-2 6-1                                     | Simonne Mathieu                     |               |                     |
| 11 giugno | Internazionali di Francia 1935 Parigi, Francia Terra rossa Singolare - Doppio     | Margaret Scriven Kay Stammers Menzies 6-4, 6-0             | Ida Adamoff Hilde Sperling          |               |                     |
| 15 giugno | Kent Championships 1935 Beckenham, Gran Bretagna Singolare - Doppio               | Dorothy Round 6-2 6-0                                      | Kay Stammers Menzies                |               |                     |
| 15 giugno | Kent Championships 1935 Beckenham, Gran Bretagna Singolare - Doppio               | Dorothy Andrus Sylvia Henrotin 6-3 6-2                     | Freda James Kay Stammers            |               |                     |
| 15 giugno | Kent Championships 1935 Beckenham, Gran Bretagna Singolare - Doppio               | Doppio misto: Dorothy Round Fred Perry 6-3 4-6 6-2         | Evelyn Dearman Harry Cooper         |               |                     |
| 17 giugno | Queen's Club Championships 1935 Londra, Gran Bretagna Singolare - Doppio          | Sylvie Henrotin titolo condiviso                           | Anita Lizana                        |               |                     |
| 17 giugno | Queen's Club Championships 1935 Londra, Gran Bretagna Singolare - Doppio          | Jadwiga Jedrzewowska Susan Noel 8-6 6-4 6-3                | Joan Hartigan Nell Hopman           |               |                     |
| 17 giugno | Queen's Club Championships 1935 Londra, Gran Bretagna Singolare - Doppio          | Doppio misto: Helen Jacobs Wilmer Allison titolo condiviso | Sylvia Henrotin Andre Martin-Legeay |               |                     |

## Luglio
| Settimana | Torneo                                                                             | Vincitore                                                    | Finalista                       | Semifinalisti | Eliminati ai quarti |
| --------- | ---------------------------------------------------------------------------------- | ------------------------------------------------------------ | ------------------------------- | ------------- | ------------------- |
| 6 luglio  | Torneo di Wimbledon 1935 Londra, Gran Bretagna Erba Singolare - Doppio             | Helen Wills 6-3, 3-6, 7-5                                    | Helen Jacobs                    |               |                     |
| 6 luglio  | Torneo di Wimbledon 1935 Londra, Gran Bretagna Erba Singolare - Doppio             | Freda James Kay Stammers Menzies 6-1, 6-4                    | Simonne Mathieu Hilde Sperling  |               |                     |
| 8 luglio  | Midland Counties Championships 1935 Edgbaston, Gran Bretagna Singolare - Doppio    | Jadwiga Jędrzejowska 3-6 6-3 6-2                             | Anita Lizana                    |               |                     |
| 8 luglio  | Midland Counties Championships 1935 Edgbaston, Gran Bretagna Singolare - Doppio    | Jadwiga Jędrzejowska Anita Lizana 7-5 5-7 6-3                | Mrs P. Howard Jean Saunders     |               |                     |
| 8 luglio  | Midland Counties Championships 1935 Edgbaston, Gran Bretagna Singolare - Doppio    | Doppio misto: Vivian McGrath Jadwiga Jędrzejowska 6-3 8-6    | Jean Borotra Mary Heeley        |               |                     |
| 9 luglio  | Longwood Bowl 1935 Longwood, USA Singolare - Doppio                                | Marjorie Van Ryn 7-5 6-3                                     | Helen Rihbany                   |               |                     |
| 9 luglio  | Longwood Bowl 1935 Longwood, USA Singolare - Doppio                                |                                                              |                                 |               |                     |
| 13 luglio | Irish Championships 1935 Dublino, Irlanda Singolare - Doppio                       | Shelia Chuter 3-6 6-3 6-1                                    | Cristobel Wheatcroft            |               |                     |
| 13 luglio | Irish Championships 1935 Dublino, Irlanda Singolare - Doppio                       | Norma Stoker Hilda Wallis 6-4 7-5                            | Shelia Chuter Joy Cunningham    |               |                     |
| 13 luglio | Irish Championships 1935 Dublino, Irlanda Singolare - Doppio                       | Doppio misto: Alan Stedman Shelia Chuter 9-7 6-3             | Camille Malfory Joy Cunningham  |               |                     |
| 14 luglio | Dutch International Championships 1935 Amsterdam, Paesi Bassi Singolare - Doppio   | Simonne Mathieu 6-2 6-1                                      | Marie Horn                      |               |                     |
| 14 luglio | Dutch International Championships 1935 Amsterdam, Paesi Bassi Singolare - Doppio   | Simonne Mathieu Madzy Rollin-Couquerque 6-3 8-6              | Nell Hopman Alexandra McOstrick |               |                     |
| 14 luglio | Dutch International Championships 1935 Amsterdam, Paesi Bassi Singolare - Doppio   | Doppio misto: Franjo Kukuljevic Simonne Mathieu 8-6 6-3      | Adrian Quist Nell Hopman        |               |                     |
| 15 luglio | Welsh Championships 1935 Newport, Gran Bretagna Singolare - Doppio                 | Jadwiga Jędrzejowska 6-3 6-2                                 | Susan Noel                      |               |                     |
| 15 luglio | Welsh Championships 1935 Newport, Gran Bretagna Singolare - Doppio                 | Jadwiga Jędrzejowska Susan Noel 6-2 6-1                      | E. Green F. Green               |               |                     |
| 15 luglio | Welsh Championships 1935 Newport, Gran Bretagna Singolare - Doppio                 | Doppio misto: Herman von Artens Jadwiga Jędrzejowska 6-1 6-1 | Edwin Barlow E. Green           |               |                     |
| 15 luglio | Scottish Championships 1935 Peebles, Gran Bretagna Singolare - Doppio              | Anita Lizana 6-3 4-6 7-5                                     | Joan Ingram                     |               |                     |
| 15 luglio | Scottish Championships 1935 Peebles, Gran Bretagna Singolare - Doppio              | Joan Ingram Mrs Turnbull 6-3 4-6 6-3                         | Miss Mason Kathleen Robertson   |               |                     |
| 15 luglio | Scottish Championships 1935 Peebles, Gran Bretagna Singolare - Doppio              | Doppio misto: Donald MacPhail Miss Mason 6-2 6-1             | Ian Collins Lady Rowallan       |               |                     |
| 22 luglio | Swedish International Championships 1935 Båstad, Svezia Singolare - Doppio         | Hilde Sperling 6-0 6-4                                       | Peggy Scriven                   |               |                     |
| 22 luglio | Swedish International Championships 1935 Båstad, Svezia Singolare - Doppio         |                                                              |                                 |               |                     |
| 22 luglio | Swedish International Championships 1935 Båstad, Svezia Singolare - Doppio         | Doppio misto: John Olliff Peggy Scriven 6-4 2-6 7-5          | A. Jacobsen Hilde Sperling      |               |                     |
| 22 luglio | Seabright Invitational 1935 Seabright, USA Singolare - Doppio                      | Ethel Arnold 6-1 6-0                                         | Gracyn Wheeler                  |               |                     |
| 22 luglio | Seabright Invitational 1935 Seabright, USA Singolare - Doppio                      | Dorothy Andrus Carolin Babcock 6-1 7-5                       | Ethel Arnold Grace Wheeler      |               |                     |
| 22 luglio | Seabright Invitational 1935 Seabright, USA Singolare - Doppio                      | Doppio misto: John McDiarmid Marjorie van Ryn walkover       | Richard Bell Dorothy Andrus     |               |                     |
| 24 luglio | Torneo di Sheffield & Hallamshire 1935 Sheffield, Gran Bretagna Singolare - Doppio | Jadwiga Jędrzejowska 6-4 4-6 6-4                             | Anita Lizana                    |               |                     |
| 24 luglio | Torneo di Sheffield & Hallamshire 1935 Sheffield, Gran Bretagna Singolare - Doppio | Jadwiga Jędrzejowska Anita Lizana 6-3 6-2                    | Mrs W. Attewell P. Owen         |               |                     |
| 24 luglio | Torneo di Sheffield & Hallamshire 1935 Sheffield, Gran Bretagna Singolare - Doppio | Doppio misto: Camille Malfroy Jadwiga Jędrzejowska 6-4 6-4   | Alan Stedman Shelia Chuter      |               |                     |
| 29 luglio | Le Touquet First Meeting 1935 Le Touquet, Francia Terra rossa Singolare - Doppio   | Simonne Mathieu 3-6 6-3 6-4                                  | Lilí de Álvarez                 |               |                     |
| 29 luglio | Le Touquet First Meeting 1935 Le Touquet, Francia Terra rossa Singolare - Doppio   |                                                              |                                 |               |                     |
| 29 luglio | Le Touquet First Meeting 1935 Le Touquet, Francia Terra rossa Singolare - Doppio   | Doppio misto: Christian Boussus Simonne Mathieu 6-3 6-4      | Jean Lesueur Lilí de Álvarez    |               |                     |
| 29 luglio | Northumberland Championships 1935 Newcastle, Gran Bretagna Singolare - Doppio      | Anita Lizana 6-0 6-1                                         | Elsie Pittman                   |               |                     |
| 29 luglio | Northumberland Championships 1935 Newcastle, Gran Bretagna Singolare - Doppio      | H. Burr Mary Heeley 6-2 8-6                                  | D. Davison R. Watson            |               |                     |
| 29 luglio | Northumberland Championships 1935 Newcastle, Gran Bretagna Singolare - Doppio      | Doppio misto: Camille Malfroy Mary Heeley 6-1 6-0            | Donald MacPhail Anita Lizana    |               |                     |
| 29 luglio | Canadian Championships 1935 Victoria, Canada Singolare - Doppio                    | Margaret Osborne 6-4 6-2                                     | Gussie Raegner                  |               |                     |
| 29 luglio | Canadian Championships 1935 Victoria, Canada Singolare - Doppio                    | Margaret Laird Mrs C. Rose 6-2 6-3                           | Eileen Dawson Gussie Raegner    |               |                     |
| 29 luglio | Canadian Championships 1935 Victoria, Canada Singolare - Doppio                    | Doppio misto: Raymond Casey Margaret Laird 8-6 6-1           | Howard Blethen Gussie Raegner   |               |                     |

## Agosto
| Settimana | Torneo                                                                                 | Vincitore                                                    | Finalista                    | Semifinalisti | Eliminati ai quarti |
| --------- | -------------------------------------------------------------------------------------- | ------------------------------------------------------------ | ---------------------------- | ------------- | ------------------- |
| agosto    | Eastern Grass Court Championships 1935 Rye, USA Erba Singolare - Doppio                | Agnes Sherwood Lamme 4-6 8-6 6-3                             | Mary Greef Harris            |               |                     |
| agosto    | Eastern Grass Court Championships 1935 Rye, USA Erba Singolare - Doppio                |                                                              |                              |               |                     |
| 11 agosto | German Championships 1935 Amburgo, Germania Singolare - Doppio                         | Hilde Sperling 9-7 6-0                                       | Cilly Aussem                 |               |                     |
| 11 agosto | German Championships 1935 Amburgo, Germania Singolare - Doppio                         | Madzy Rollin-Couquerque Anne Schneider-Peitz 5-7 8-6 6-3     | Mary Hardwick Susan Noel     |               |                     |
| 11 agosto | German Championships 1935 Amburgo, Germania Singolare - Doppio                         | Doppio misto: Henner Henkel Cilly Aussem 3-6 6-1 6-2         | Frank Wilde Susan Noel       |               |                     |
| 12 agosto | Parkstone Dorset County Championships 1935 Poole, Gran Bretagna Singolare - Doppio     | Anita Lizana 6-3 6-0                                         | P. Scott                     |               |                     |
| 12 agosto | Parkstone Dorset County Championships 1935 Poole, Gran Bretagna Singolare - Doppio     |                                                              |                              |               |                     |
| 19 agosto | North of England Championships 1935 Scarborough, Gran Bretagna Singolare - Doppio      | Mary Heeley 6-3 6-8 6-4                                      | Anita Lizana                 |               |                     |
| 19 agosto | North of England Championships 1935 Scarborough, Gran Bretagna Singolare - Doppio      | H. Burr Mary Heeley 6-1 6-1                                  | Joy Cunningham Penny Weekes  |               |                     |
| 19 agosto | North of England Championships 1935 Scarborough, Gran Bretagna Singolare - Doppio      | Doppio misto: Frank Wilde Mary Heeley 6-3 7-5                | Murray Deloford Anita Lizana |               |                     |
| 20 agosto | Scottish Hard Court Championships 1935 Saint Andrews, Gran Bretagna Singolare - Doppio | Esna Boyd 8-6 6-0                                            | M. Slaney                    |               |                     |
| 20 agosto | Scottish Hard Court Championships 1935 Saint Andrews, Gran Bretagna Singolare - Doppio |                                                              |                              |               |                     |
| 25 agosto | Polish International Championships 1935 Varsavia, Polonia Singolare - Doppio           | Jadwiga Jędrzejowska 8-6 6-1                                 | Frl Kaeppel                  |               |                     |
| 25 agosto | Polish International Championships 1935 Varsavia, Polonia Singolare - Doppio           |                                                              |                              |               |                     |
| 25 agosto | Polish International Championships 1935 Varsavia, Polonia Singolare - Doppio           | Doppio misto: Ignacy Tloczynski Jadwiga Jędrzejowska 6-4 6-1 | Planner Frl Kramer           |               |                     |
| 26 agosto | Torneo di Carlisle 1935 Carlisle, Gran Bretagna Singolare - Doppio                     | Esna Boyd 8-6 6-0                                            | M. Slaney                    |               |                     |
| 26 agosto | Torneo di Carlisle 1935 Carlisle, Gran Bretagna Singolare - Doppio                     |                                                              |                              |               |                     |
| 26 agosto | Torneo di Heaton 1935 Heaton, Gran Bretagna Singolare - Doppio                         | Anita Lizana 6-3 6-2                                         | M. Rudd                      |               |                     |
| 26 agosto | Torneo di Heaton 1935 Heaton, Gran Bretagna Singolare - Doppio                         | Betty Batt M. Rudd 7-5 6-0                                   | P. Lancaster E. Oddy         |               |                     |
| 26 agosto | Torneo di Heaton 1935 Heaton, Gran Bretagna Singolare - Doppio                         | Doppio misto: Jack Chamberlain Anita Lizana 7-5 6-4          | Uberto De Morpurgo M. Rudd   |               |                     |

## Settembre
| Settimana    | Torneo                                                                               | Vincitore                                                | Finalista                                | Semifinalisti | Eliminati ai quarti |
| ------------ | ------------------------------------------------------------------------------------ | -------------------------------------------------------- | ---------------------------------------- | ------------- | ------------------- |
| settembre    | Torneo di Santa Monica 1935 Santa Monica, USA Singolare - Doppio                     | Marjorie Lauderbach Blair 6-1 6-4                        | Dorothy Bundy Cheney                     |               |                     |
| settembre    | Torneo di Santa Monica 1935 Santa Monica, USA Singolare - Doppio                     |                                                          |                                          |               |                     |
| settembre    | Torneo di Venezia 1935 Venezia, Italia Singolare - Doppio                            | Hilde Sperling 9-7 6-3                                   | Simonne Mathieu                          |               |                     |
| settembre    | Torneo di Venezia 1935 Venezia, Italia Singolare - Doppio                            | Cilly Aussem Mme Bourdet 6-3 6-2                         | Simone Barbier Simonne Mathieu           |               |                     |
| settembre    | Torneo di Venezia 1935 Venezia, Italia Singolare - Doppio                            | Doppio misto: Henner Henkel Cilly Aussem 6-2 6-3         | Herman von Artens Trude Wolf             |               |                     |
| 1º settembre | Le Touquet Second Meeting 1935 Le Touquet, Francia Singolare - Doppio                | Andree Varin 6-4 6-1                                     | Sergeant                                 |               |                     |
| 1º settembre | Le Touquet Second Meeting 1935 Le Touquet, Francia Singolare - Doppio                |                                                          |                                          |               |                     |
| 4 settembre  | Harrogate Sports Club Championships 1935 Harrogate, Gran Bretagna Singolare - Doppio | M. Slaney 6-2 9-7                                        | Esna Boyd                                |               |                     |
| 4 settembre  | Harrogate Sports Club Championships 1935 Harrogate, Gran Bretagna Singolare - Doppio |                                                          |                                          |               |                     |
| 7 settembre  | Swiss International Championships 1935 Ginevra, Svizzera Singolare - Doppio          | Simonne Mathieu 6-2 6-2                                  | Colette Rosambert                        |               |                     |
| 7 settembre  | Swiss International Championships 1935 Ginevra, Svizzera Singolare - Doppio          | Simonne Mathieu Mlle S. Mathieu 8-6 6-3                  | Ucci Manzutto Colette Rosambert-Boegner  |               |                     |
| 7 settembre  | Swiss International Championships 1935 Ginevra, Svizzera Singolare - Doppio          | Doppio misto: Antoine Gentien Simonne Mathieu 8-6 6-0    | EC Peters Effie Peters                   |               |                     |
| 9 settembre  | South of England Championships 1935 Eastbourne, Gran Bretagna Singolare - Doppio     | Billie Yorke 3-6 6-3 6-2                                 | Susan Noel                               |               |                     |
| 9 settembre  | South of England Championships 1935 Eastbourne, Gran Bretagna Singolare - Doppio     | Ermyntrude Harvey Susan Noel 6-2 3-6 6-3                 | Mary Heeley Joan Ingram                  |               |                     |
| 9 settembre  | South of England Championships 1935 Eastbourne, Gran Bretagna Singolare - Doppio     | Doppio misto: Frank Wilde Mary Heeley 6-2 7-5            | Nigel Sharpe Billie Yorke                |               |                     |
| 9 settembre  | Highland Championships 1935 Pitlochry, Gran Bretagna Singolare - Doppio              | M. Slaney 6-2 6-1                                        | Esna Boyd                                |               |                     |
| 9 settembre  | Highland Championships 1935 Pitlochry, Gran Bretagna Singolare - Doppio              |                                                          |                                          |               |                     |
| 10 settembre | Torneo di Capri 1935 Capri, Italia Singolare - Doppio                                | Hilde Sperling                                           | Ucci Manzutto                            |               |                     |
| 10 settembre | Torneo di Capri 1935 Capri, Italia Singolare - Doppio                                |                                                          |                                          |               |                     |
| 10 settembre | Torneo di Capri 1935 Capri, Italia Singolare - Doppio                                | Doppio misto: Gottfried von Cramm Hilde Sperling 6-3 6-1 | Planner Ucci Manzutto                    |               |                     |
| 12 settembre | U.S. National Championships 1935 New York, USA Erba Singolare - Doppio               | Helen Jacobs 6-2, 6-4                                    | Sarah Palfrey                            |               |                     |
| 12 settembre | U.S. National Championships 1935 New York, USA Erba Singolare - Doppio               | Helen Jacobs Sarah Palfrey 6-4, 6-2                      | Dorothy Andrus Carolin Babcock           |               |                     |
| 13 settembre | Pacific Southwest Championships 1935 Los Angeles, USA Cemento Singolare - Doppio     | Ethel Arnold 6-1 6-4                                     | Kay Stammers Menzies                     |               |                     |
| 13 settembre | Pacific Southwest Championships 1935 Los Angeles, USA Cemento Singolare - Doppio     |                                                          |                                          |               |                     |
| 21 settembre | Torneo di Merano 1935 Merano, USA Singolare - Doppio                                 | Jadwiga Jędrzejowska                                     | Hilde Sperling                           |               |                     |
| 21 settembre | Torneo di Merano 1935 Merano, USA Singolare - Doppio                                 |                                                          |                                          |               |                     |
| 23 settembre | Torneo di Gleneagles 1935 Gleneagles, Gran Bretagna Singolare - Doppio               | Jean Saunders 6-4 6-3                                    | Esna Boyd                                |               |                     |
| 23 settembre | Torneo di Gleneagles 1935 Gleneagles, Gran Bretagna Singolare - Doppio               |                                                          |                                          |               |                     |
| 23 settembre | Paris International Championships 1935 Parigi, Francia Singolare - Doppio            | Simonne Mathieu 6-3 6-3                                  | Simone Iribarne Lafargue                 |               |                     |
| 23 settembre | Paris International Championships 1935 Parigi, Francia Singolare - Doppio            | Colette Rosambert-Boegner Simonne Mathieu 6-4 1-6 6-2    | Sylvia Henrotin Simone Iribarne Lafargue |               |                     |
| 23 settembre | Paris International Championships 1935 Parigi, Francia Singolare - Doppio            | Doppio misto: Pierre Goldschmidt Simone Iribarne 6-3 6-3 | Jean Borotra Colette Rosambert-Boegner   |               |                     |
| 28 settembre | Pacific Coast Championhips 1935 Berkeley, USA Cemento Singolare - Doppio             | Ethel Arnold 6-3 6-3                                     | Carolin Babcock                          |               |                     |
| 28 settembre | Pacific Coast Championhips 1935 Berkeley, USA Cemento Singolare - Doppio             | Freda James Kay Stammers 8-6 6-2                         | Evelyn Dearman Nancy Lyle                |               |                     |
| 28 settembre | Pacific Coast Championhips 1935 Berkeley, USA Cemento Singolare - Doppio             | Doppio misto: Don Budge Freda James 11-9 6-4             | Wilmer Hines Carolin Babcock             |               |                     |

## Ottobre
| Settimana  | Torneo                                                                                | Vincitore                                               | Finalista                       | Semifinalisti | Eliminati ai quarti |
| ---------- | ------------------------------------------------------------------------------------- | ------------------------------------------------------- | ------------------------------- | ------------- | ------------------- |
| 22 ottobre | British Covered Court Championships 1935 Londra, Gran Bretagna Singolare - Doppio     | Margaret Scriven 6-2 6-2                                | Ermyntrude Harvey               |               |                     |
| 22 ottobre | British Covered Court Championships 1935 Londra, Gran Bretagna Singolare - Doppio     | Elsie Pittman Billie Yorke 7-5 6-4                      | Mary Hardwick Ermyntrude Harvey |               |                     |
| 22 ottobre | British Covered Court Championships 1935 Londra, Gran Bretagna Singolare - Doppio     | Doppio misto: Jean Borotra Margaret Scriven 2-6 6-4 6-4 | Frank Wilde V. King             |               |                     |
| 27 ottobre | Argentina International Championships 1935 Buenos Aires, Argentina Singolare - Doppio | Monica Ricketts 6-0 6-3                                 | Ana de Madrid                   |               |                     |
| 27 ottobre | Argentina International Championships 1935 Buenos Aires, Argentina Singolare - Doppio | Leonilda Giusti Monica Ricketts 6-2 6-0                 | Mme Garmendia Ana de Madri      |               |                     |
| 27 ottobre | Argentina International Championships 1935 Buenos Aires, Argentina Singolare - Doppio | Doppio misto: L. Del Castillo Monica Ricketts 6-3 7-5   | P. Rey Leonilda Giusti          |               |                     |

## Novembre
| Settimana   | Torneo                                                                  | Vincitore                                           | Finalista                        | Semifinalisti | Eliminati ai quarti |
| ----------- | ----------------------------------------------------------------------- | --------------------------------------------------- | -------------------------------- | ------------- | ------------------- |
| 11 novembre | Tennis Club de Paris Tournament 1935 Parigi, Francia Singolare - Doppio | Suzanne Pannetier 6-1 4-6 7-5                       | Arlette Neufeld                  |               |                     |
| 11 novembre | Tennis Club de Paris Tournament 1935 Parigi, Francia Singolare - Doppio |                                                     |                                  |               |                     |
| 11 novembre | New South Wales Championships 1935 Sydney, Australia Singolare - Doppio | Thelma Coyne 6-2 6-4                                | Joan Hartigan                    |               |                     |
| 11 novembre | New South Wales Championships 1935 Sydney, Australia Singolare - Doppio | Thelma Coyne Nell Hopman 7-5 6-2                    | Mrs. H. Betts Miss A. G. Menzies |               |                     |
| 11 novembre | New South Wales Championships 1935 Sydney, Australia Singolare - Doppio | Doppio misto: Neil Turvey Joan Hartigan 9-7 2-6 6-4 | Harry Hopman Nell Hopman         |               |                     |
| 25 novembre | Torneo di Zurigo 1935 Zurigo, Svizzera Singolare - Doppio               | Simonne Mathieu 6-2 6-4                             | Vittoria Tonolli                 |               |                     |
| 25 novembre | Torneo di Zurigo 1935 Zurigo, Svizzera Singolare - Doppio               |                                                     |                                  |               |                     |

## Dicembre
| Settimana   | Torneo                                                | Vincitore    | Finalista       | Semifinalisti | Eliminati ai quarti |
| ----------- | ----------------------------------------------------- | ------------ | --------------- | ------------- | ------------------- |
| 24 dicembre | Coupe de Noel 1935 Parigi, Francia Singolare - Doppio | Nelly Landry | Ivana Orlandini |               |                     |
| 24 dicembre | Coupe de Noel 1935 Parigi, Francia Singolare - Doppio |              |                 |               |                     |

## Senza data
| Settimana | Torneo                                                                           | Vincitore            | Finalista                 | Semifinalisti | Eliminati ai quarti |
| --------- | -------------------------------------------------------------------------------- | -------------------- | ------------------------- | ------------- | ------------------- |
|           | Torneo di La Jolla 1935 La Jolla, USA Singolare - Doppio                         | Dorothy Bundy Cheney | non conosciuta (bandiera) |               |                     |
|           | Torneo di La Jolla 1935 La Jolla, USA Singolare - Doppio                         |                      |                           |               |                     |
|           | Southern Transvaal Championships 1935 Johannesburg, Sudafrica Singolare - Doppio | Bobbie Heine Miller  | non conosciuta (bandiera) |               |                     |
|           | Southern Transvaal Championships 1935 Johannesburg, Sudafrica Singolare - Doppio |                      |                           |               |                     |